# Sumatraträdskata
Sumatraträdskata (Dendrocitta occipitalis) är en fågel i familjen kråkor inom ordningen tättingar.

## Utseende och läte
Sumatraträdskatan är en prydligt tecknad kråkfågel med en mycket lång och rundspetsad stjärt. Fjäderdräkten är varmbrun, med silvergrått i nacken, mörkt ansikte och kolsvarta vingar med en liten vit fläck. Stjärten är silvergrå ovan med mörk spets och under övervägande mörk med ett ljust band nära spetsen. Bland lätena hörs grova och raspiga skrin, fylliga "tlee'lee!" och en serie med korta och hesa "whurr!".

## Utbredning och systematik
Fågeln förekommer i bergsområden på Sumatra. Den behandlas som monotypisk, det vill säga att den inte delas in i några underarter.

## Levnadssätt
Sumatraträdskatan hittas i skogsområden i förberg och bergstrakter. Där ses den födosöka på alla nivåer, ofta hoppande i lövverken eller rastlöst förflytta sig mellan träden i en snabb och fladdrig flykt.

## Status
Arten har ett stort utbredningsområde och beståndet anses stabilt. Internationella naturvårdsunionen IUCN listar den därför som livskraftig (LC).